# ラウラ・ヘイルマン
ラウラ・ヘイルマン（Laura Heyrman、1993年5月17日 - ）は、ベルギーの女子バレーボール選手。ベルギー代表。

## 来歴

### クラブチーム
Beveren出身。2009/10シーズンにAsterix AVO Beverenへ入団。2012/13シーズンにドイツブンデスリーガのドレスナーSCへ移籍し、リーグ準優勝した。2013/14シーズンはイタリアセリエAのLJ Volleyで3年間プレーした。2015/16シーズンはセリエA1で3位となった。2016/17シーズンはRiver Volleyに移籍した。世界クラブ選手権で5位となった。2018年9月14日、V.LEAGUE Division1の日立リヴァーレに入団。2019/20シーズンはセリエA1のモンツァでプレーした。2021/22シーズンはトルコリーグのエジザージュバシュと契約した。

### 代表チーム
2012年、ベルギー代表に初選出される。2013年9月に行われた欧州選手権では銅メダルを獲得した。2014年にはワールドグランプリと世界選手権に出場した。

## 球歴
- 世界選手権 - 2014年
- ワールドグランプリ - 2014年、2015年、2016年
- 欧州選手権 - 2013年、2015年、2017年

## 所属クラブ
- Asterix Kieldrecht（2009-2012年）
- ドレスナー SC（2012-2013年）
- LJ Volley（2013-2016年）
- River Volley（2016-2018年）
- 日立リヴァーレ（2018-2019年）
- モンツァ（2019-2021年）
- エジザージュバシュ（2021-2023年）
- モンツァ（2023年-）